# Рејмонд Дејвис мл.
Рејмонд Дејвис мл. (енгл. Raymond Davis Jr., 14. октобар 1914. — 31. мај 2006) био је амерички хемичар и физичар, који је 2002. године, заједно са Масатошијем Кошибом, добио Нобелову награду за физику „за пионирски допринос астрофизици, посебно за детекцију космичких неутрина”.